# Heidehof Stiftung
Die Heidehof-Stiftung GmbH (bis 2005 Stiftung für Bildung und Behindertenförderung GmbH) in Stuttgart wurde 1971 von den Geschwistern Robert Bosch junior und Eva Madelung gegründet.
Die Heidehof Stiftung ist in einem breiten Spektrum bundesweit tätig. Operativ durch die Trägerschaft von Einrichtungen, u. a. der Altenhilfe, einer Klinik für Jugendpsychiatrie, der deutschen Schulakademie, Werkstätten für Menschen mit Behinderung und einem Integrationsbetrieb, aber auch durch Eigenprojekte in den Bereichen Bildung und Umwelt. Fördernd tätig ist die Stiftung auf den Gebieten Bildung, Menschen mit Behinderung, Umwelt, Gesundheit und Soziales. Wörtlich heißt es dazu im Gesellschaftsvertrag: „Die Gesellschaft verfolgt ausschließlich und unmittelbar gemeinnützige und mildtätige Zwecke auf den Gebieten der Erziehung, der Volks- und Berufsbildung, der Behindertenförderung sowie des Umweltschutzes durch Förderung der Ökologie und des Natur- und Landschaftsschutzes“. Die Heidehof Stiftung unterstützt u. a. den Deutschen Schulpreis.
Im Jahr 2018 wandte die Stiftung insgesamt 3,7 Millionen Euro für gemeinnützige Zwecke auf.